# Бердыев, Аллаберды
Аллаберды Бердыев (1904, Байрамали — 3 февраля 1964) — советский хозяйственный, государственный и политический деятель. Председатель Верховного Совета Туркменской ССР (являлся де-юре главой государства) с 24 июля 1938 по 27 января 1942.

## Биография
Родился в 1904 году в Байрам-Али. Член ВКП(б) с 1930 года.
С 1920 года — на хозяйственной, общественной и политической работе. В 1920—1954 гг. — в Бухарской Красной Армии, в рабоче-крестьянской милиции, в шёлковой отрасли, управляющий Туркменшёлкотрестом, заведующий Сельскохозяйственным отделом ЦК КП(б) Туркменистана, 2-й секретарь ЦК КП(б) Туркменистана, председатель Верховного Совета Туркменской ССР, председатель Президиума Верховного Совета Туркменской ССР, заместитель председателя Исполнительного комитета Сурхан-Дарьинского областного Совета, председатель Сурхан-Дарьинского межколхозного Совета по водохозяйственному строительству.
В 1939 году награждён орденом Ленина.
Избирался депутатом Верховного Совета СССР 1-го и 2-го созывов.
Умер в 1964 году.

## Награды
- Орден Ленина (1939, 1944, 1947, 1957)
- Орден Отечественной войны I степени (1946)